# Women (альбом Women)
Women — дебютный студийный альбом канадской инди-рок-группы Women, изданный в 2008 году на лейблах Flemish Eye в Канаде и Jagjaguwar в США.
Альбом получил положительные отзывы музыкальной критики и интернет-изданий.

## История
Альбом Women был записан номинированным на Polaris Music Prize Чадом ВанГаленом в «[ВанГаленом] подвале, наружной водопропускной трубе и подвальном помещении». Она была записана с использованием бумбоксов и магнитофонов, что способствовало ее lo-fi звучанию.

## Отзывы
| Оценки критиков  | Оценки критиков |
| Источник         | Оценка          |
| ---------------- | --------------- |
| AllMusic         | [ 4 ]           |
| Austin Chronicle | [ 5 ]           |
| Now              | [ 6 ]           |
| Pitchfork Media  | (7.9/10)        |
| PopMatters       | 7/10            |

Альбом получил положительные отзывы музыкальной критики и интернет-изданий. Cokemachineglow назвал его «лучшей записью в стиле инди-рок, выпущенной [в 2008 году], без всяких сомнений».
Тим Сендра из AllMusic отметил в рецензии, что «Группа умеет сделать поверхностный шум и гитарный шквал привлекательным, а не отталкивающим. Women, возможно, не очень легко слушать, но это полезное прослушивание».

## Список композиций
| №                   | Название               | Длительность |
| ------------------- | ---------------------- | ------------ |
| 1.                  | «Cameras»              | 1:01         |
| 2.                  | «Lawncare»             | 4:27         |
| 3.                  | «Woodbine»             | 3:39         |
| 4.                  | «Black Rice»           | 3:15         |
| 5.                  | «Sag Harbor Bridge»    | 1:40         |
| 6.                  | «Group Transport Hall» | 1:11         |
| 7.                  | «Shaking Hand»         | 4:44         |
| 8.                  | «Upstairs»             | 3:58         |
| 9.                  | «January 8th»          | 1:58         |
| 10.                 | «Flashlights»          | 3:43         |
| Общая длительность: | Общая длительность:    | 29:36        |